# Boyfriend (singel Justina Biebera)
Boyfriend – pierwszy singel kanadyjskiego piosenkarza Justina Biebera, pochodzący z jego trzeciego albumu studyjnego Believe. Jego producentami są Mike Posner i Mason Levy. Piosenkę wydano 23 marca 2012, zaś teledysk ukazał się 3 maja 2012